# Monroe (groep)
Monroe was een Nederlandse meidengroep, bestaande uit Raffaëla Paton, Rachel Meibergen en Germaine Ching-Yong

## Start
Op 5 mei 2008 maakte Patons manager bekend dat Paton haar opwachting maakt in een nieuw te vormen meidengroep. De meiden die uiteindelijk uit de audities komen, heten Rachel en Germaine. De drie meiden bedachten zelf hun naam Monroe; een naam die volgens de zangeressen staat voor 'icoon', 'sexy', 'verleidelijk', maar vooral 'stijlvol'. De naam komt inderdaad van Marilyn Monroe.
Vanaf 24 juli 2009 lag hun eerste single "The Real Thing" in de winkel.
In de week van 26 september is The Real Thing nieuw binnengekomen op nummer 40 in de Dutch Charts Single Top 100, en het nummer betekende daarmee de eerste hitnotering voor Monroe. Een week later stond het nummer op de 18e plaats, maar hoger komt het niet.
Op 27 september trad de meidengroep op bij Lieve Paul PS van Paul de Leeuw.
De groep werd niet echt een succes. Monroe trad nog op bij de Gouden Televizier-Ring Gala 2009 in oktober, maar daarna werd er niks meer van Monroe vernomen. Raffaëla Paton dook in september op bij audities van The voice of Holland, maar hield haar mond over Monroe. Paton hoopt met behulp van het programma opnieuw een solocontract naar binnen te slepen, waardoor Monroe waarschijnlijk uit elkaar is.
Monroe had ook een gastrol in de uitzending van 27 november 2010 in Kinderen geen bezwaar als zichzelf. Echter zijn deze afleveringen al vooraf opgenomen.
Paton deed in het voorjaar van 2012 met het nummer "Chocolatte" mee aan het Nationaal Songfestival 2012. Zij kreeg hulp van vier achtergrondzangeressen/danseressen waar ook Ching-Yong en Meibergen deel van uitmaakten. Ook Sigourney Korper was achtergrondzangeres/danseres.

## Creme de La Femme
Na het uit elkaar vallen van Monroe deed Ching-Yong mee aan het vierde seizoen van X Factor als lid van de nieuwe girlband "Creme de la Femme". Ching-Yong deed samen mee met vier vriendinnen, Zeni Winter; Femke Booij; Ryanne Foekema en Anastacia Leung Lo Hing. Ze gingen op het nippertje door tijdens de auditie, wat ze niet hadden verwacht. Tijdens de vervolgronde had Anastacia de groep inmiddels al verlaten. Creme de la Femme kwam bij de laatste vijf groepen maar ging niet mee naar de liveshows. De groep bleef samen optreden en in 2011 kwam Wessel van Diepen in beeld. Hij wou wel samenwerken met de meiden en liet begin 2012 Lisa Michels de groep versterken, naar verluidt in verband met de vocals.
Later dat jaar werd door Van Diepen Foekema uit de band gezet, waardoor Ching-Yong vrijwillig de groep verliet aangezien zij het niet eens was met deze keuze.
In de zomer werd de naam omgedoopt tot The Lips en brachten ze hun eerste single uit. Daarna ging de groep begin 2013 uit elkaar.

## Discografie

### Singles
| Single met eventuele hitnotering(en) in de Nederlandse Top 40 | Datum van verschijnen | Datum van binnenkomst | Hoogste positie | Aantal weken | Opmerkingen           |
| ------------------------------------------------------------- | --------------------- | --------------------- | --------------- | ------------ | --------------------- |
| The Real Thing                                                | 24-07-2009            |                       |                 |              | #18 in Single Top 100 |